# Pinot gris (cépage)
Pour le vin d'Alsace, voir pinot-gris d'Alsace.
Le pinot gris (anciennement appelé tokay pinot gris) est un cépage gris au caractère généreux qui développe une opulence et une saveur caractéristique. Charpenté, rond et long en bouche, il présente des arômes complexes de sous-bois parfois légèrement fumés ou floraux.

## Origine et répartition géographique

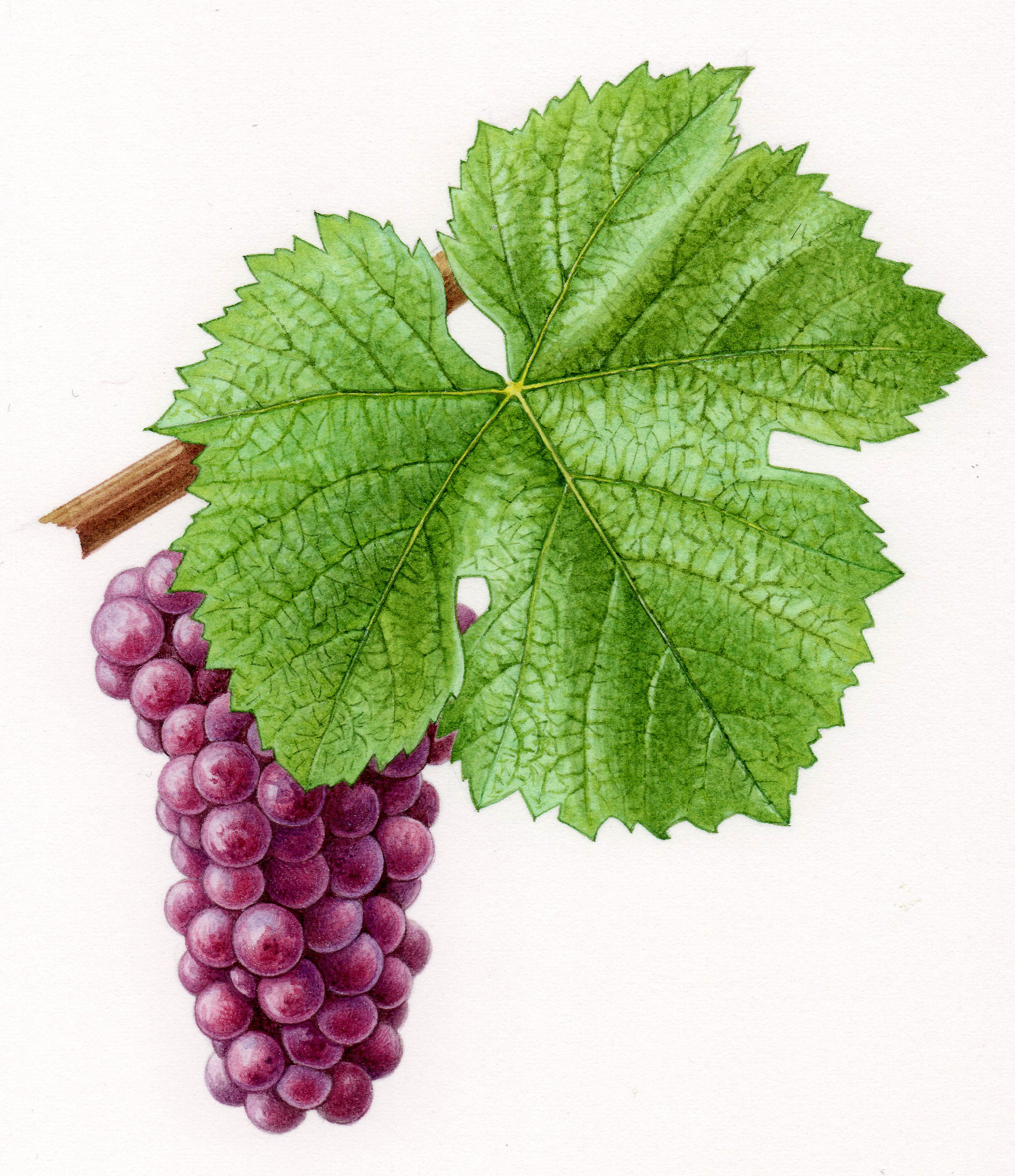
Grappe et feuille de pinot gris.

Il provient probablement de la région de Bourgogne, où il est appelé le « pinot beurot ». Il est une variation grise du pinot noir dont il ne se distingue que par la couleur de ses baies. Il est surtout produit en Allemagne, sous le nom de Ruländer, de Grauer Mönch ou de Grauburgunder. Il y couvre en 2012 une surface de production de près de 5 000 hectares.
On le trouve également en Alsace depuis le Moyen Âge : selon une tradition aussi fausse que tenace, le tokay pinot gris aurait été rapporté de Hongrie par Lazare de Schwendi, après sa victoire à Tokaj au nord-est de la Hongrie sur les Turcs en 1565. Il ordonne la multiplication de ces plants de cépage sur ses terres à Kientzheim. Cependant, aucun cépage ne lui semble apparenté aujourd'hui en Hongrie. Les vins de Tokay de Hongrie sont à majorité issus de Furmint, d'Hárslevelü et de muscat blanc à petits grains. Le cépage d'Alsace serait originaire de Bourgogne où il est connu sous le nom de « pinot beurot ».
Cépage noble, il fait partie de ceux autorisés dans les appellations alsace grands crus ; on en fait aussi des vendanges tardives et des sélections de grains nobles. Jusqu'au début des années 1980 les Alsaciens appelaient régulièrement ce cépage « tokay d'Alsace » ou « tokay » tout court, en référence au vin de Tokay. En 1984, à la suite d'une plainte des Hongrois devant la Commission européenne, un accord a été trouvé avec eux, ceux-ci renonçant au terme « médoc » utilisé sur certaines étiquettes, en échange de quoi les Alsaciens feraient provisoirement figurer sur leurs étiquettes « tokay pinot gris », à la place du simple tokay. Cette période de transition a pris fin le 1er avril 2007 et depuis, les vins au départ d'Alsace ne portent plus sur leur étiquette que la mention de cépage « pinot gris ».
En Suisse, il est le sixième cépage blanc le plus cultivé. On le trouve essentiellement dans les cantons romands. En Valais, il porte le nom de malvoisie et est fréquemment présenté sous une forme surmaturée.
Dans la vallée de Loire il est cultivé dans la région de Nantes, il dispose alors de l'appellation coteaux-d'ancenis. Appelé malvoisie, il donne un vin blanc moelleux avec des arômes très fin de fruits blancs (poire, pêche).
Il est aussi cultivé dans le Cher et l'Indre en appellation Reuilly, vinifié comme un blanc avec une macération pelliculaire.
En Italie, il est appelé pinot grigio et il est classé cépage d'appoint pour une trentaine d’appellations contrôlées (« DOC » : Breganze, Carso, Colli Berici, Colli del Trasimeno, Colli dell'Etruria Centrale, Colli di Scandiano e di Canossa, Colli Orientali del Friuli, Colli Piacentini, Collio Goriziano, Franciacorta, Friuli Annia, Friuli Aquileia, Friuli Grave, Friuli Isonzo, Friuli Latisana, Garda, Garda Colli Mantovani, Lison Pramaggiore, Montello e Colli Asolani, Oltrepò pavese, Vini del Piave, Piemonte, Sant'Antimo, Torgiano, Trentino, Valcalepio, Valdadige, Valdichiana, Vallée d'Aoste et Valle Isarco).
Le pinot gris est présent en Australie, depuis le XIXe siècle, en Nouvelle-Zélande, aux îles Canaries sous le nom de malvoisie, dans l'Oregon, en Californie, au Québec, en Colombie-Britannique, ainsi qu'en Crimée.

## Caractères ampélographiques

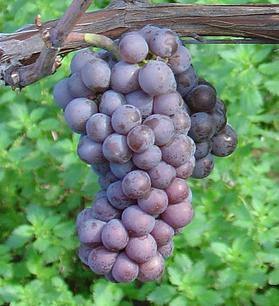
Grappe de pinot gris.

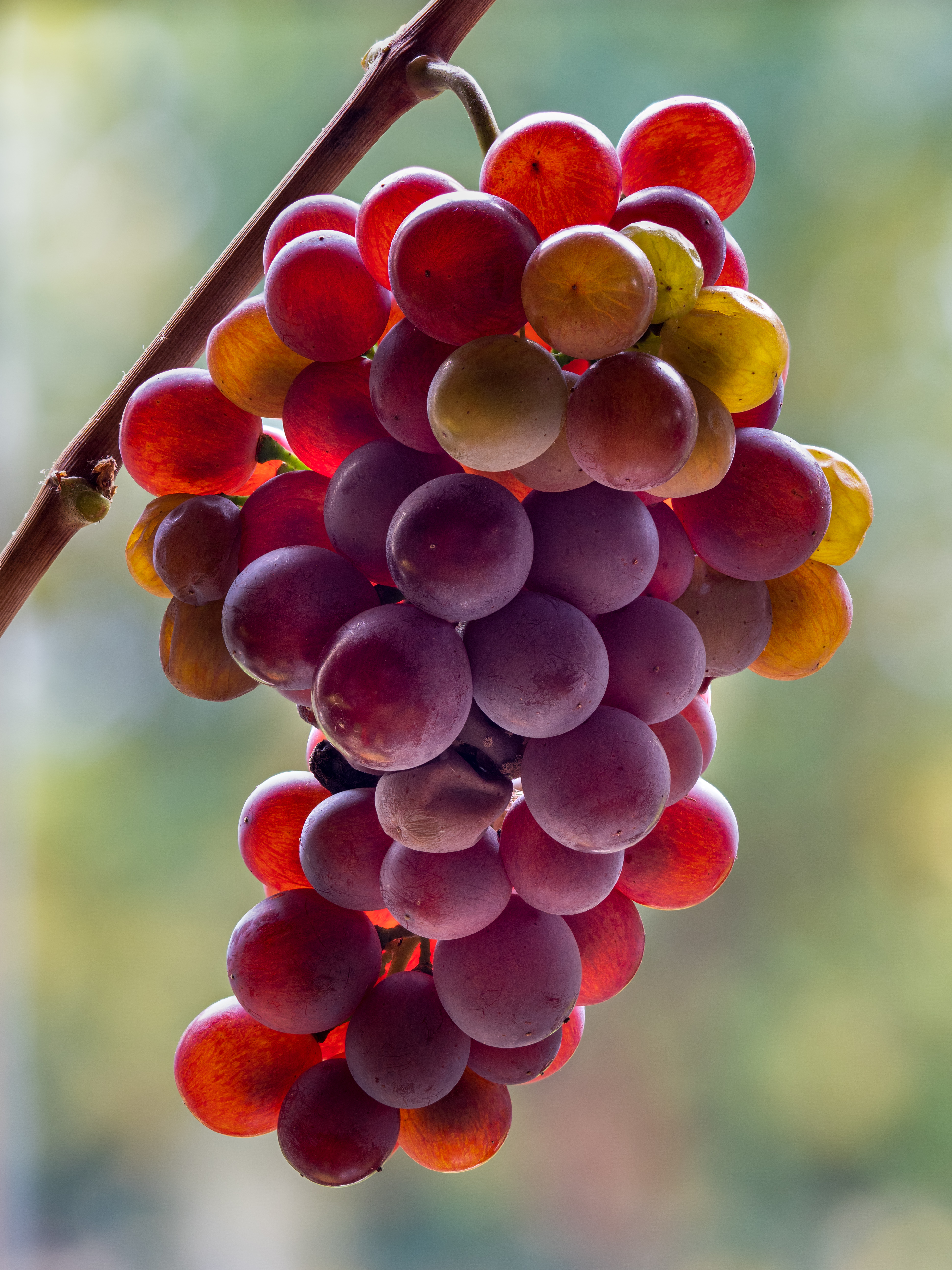
Une autre grappe de pinot gris.

- Extrémité du jeune rameau presque cotonneux blanc pour devenir duveteux blanchâtre.
- Jeunes feuilles duveteuses puis aranéeuses et finalement glabre.
- Feuilles adultes, entière ou à 3 lobes avec un sinus pétiolaire en lyre étroite ou à bords se recouvrant, des dents ogivales et moyennes, un limbe faiblement aranéeux.

## Aptitudes culturales
La maturité est de première époque : avec le chasselas.

## Potentiel technologique
Les grappes et les baies sont de taille petite. La grappe est cylindrique, rarement ailée et compacte. Les vins possèdent une belle couleur jaune doré.

## Synonymes
Le pinot gris est connu sous les noms de :
- affumé
- arnoison gris
- auvergnas gris
- auvernat gris
- auxerrat
- auxerrois gris
- auxois
- burgundske sede
- burot (robe de bure)
- druser
- fauvet
- friset
- fromenteau gris
- fromentot
- grauburgunder
- grauclevner
- grauer mönch
- gris cordelier
- gris de Dornot
- griset
- levraut
- malvoisie
- malvoisien
- mauserl
- moréote gris
- moréote gris rouge
- muscade
- ouche cendrée
- petit gris
- pinot Beurot
- pinot cendré
- pinot grigio
- pinot sivi (Croatie)
- roter Burgunder
- ruhlandi
- rulandac sivi
- ruländer
- rulandské šedé
- szürkebarát
- speyrer
- tokay d'Alsace
- viliboner